# Macrocypria angusta
Macrocypria angusta är en kräftdjursart som först beskrevs av Georg Ossian Sars 1866.  Macrocypria angusta ingår i släktet Macrocypria, och familjen Macrocyprididae. Arten är reproducerande i Sverige.